# Lemniscomys griselda
Lemniscomys griselda és una espècie de mamífer rosegador de la família dels múrids. Viu a Angola, la República Democràtica del Congo, Tanzània i Zàmbia. Tendeix a sortir durant el crepuscle. El seu hàbitat natural són les sabanes. És una espècie en risc mínim, és a dir, no sembla que hi hagi cap amenaça significativa per a la seva supervivència. El seu nom específic, griselda, significa ‘lluitadora grisa’.